# Green Bay Packers 2008
La stagione 2008 dei Green Bay Packers è stata la 88ª della franchigia nella National Football League. La stagione regolare si chiuse con un record di 6-10, mancando i playoff per l'ultima volta sino al 2017.
Fu la prima stagione dal 1991 in cui il quarterback Brett Favre non fece parte del roster. Ritiratosi nel mese di marzo, decise di fare ritorno in estate e venne scambiato con i New York Jets dopo che la squadra decise di puntare sul giovane Aaron Rodgers. 

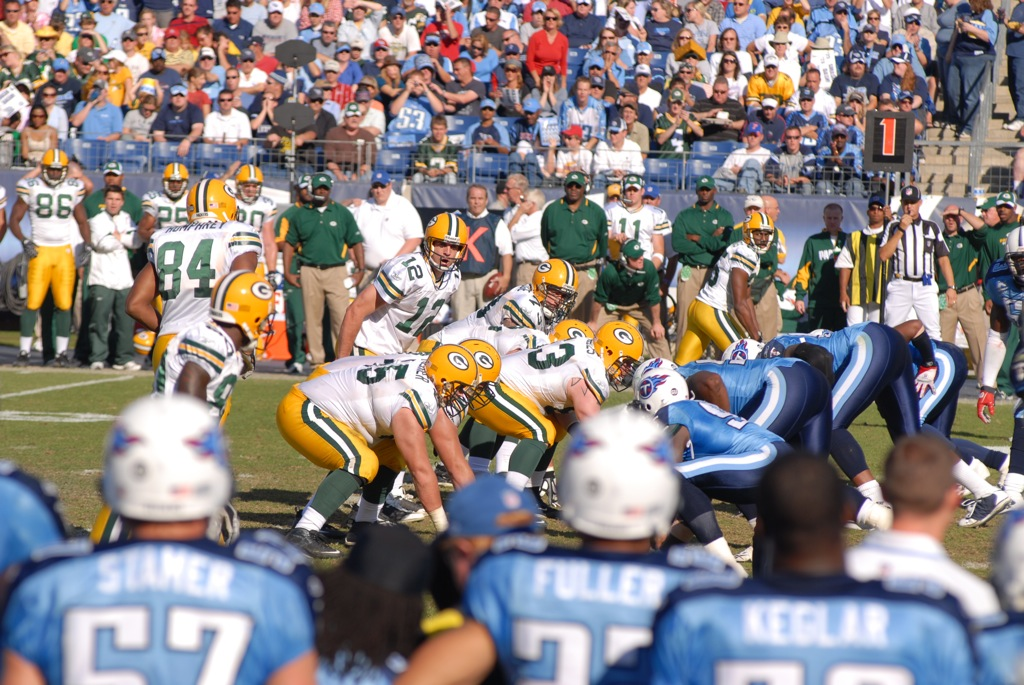
Aaron Rodgers e l'attacco dei Packers contro Tennessee, 2 novembre 2008

## Roster
| Roster dei Green Bay Packers nel 2008 |
| --- |
| Quarterback - Brian Brohm - Matt Flynn - Aaron Rodgers Running Back - Ryan Grant - Korey Hall FB - Brandon Jackson - John Kuhn FB - DeShawn Wynn Wide Receiver - Donald Driver - Greg Jennings - James Jones - Ruvell Martin - Jordy Nelson Tight End - Jermichael Finley - Tory Humphrey - Donald Lee Offensive Linemen - Allen Barbre G - Chad Clifton T - Daryn Colledge G - Breno Giacomini T - Nevin McCaskill G - Tony Moll T - Josh Sitton G - Jason Spitz G - Scott Wells C Defensive Linemen - Colin Cole DT - Justin Harrell DT - Jason Hunter DE - Johnny Jolly DT - Aaron Kampman DE - Alfred Malone DT - Michael Montgomery DE - Ryan Pickett DT - Jeremy Thompson DE - Anthony Toribio DT Linebacker - Desmond Bishop MLB - Brandon Chillar OLB - Spencer Havner OLB - A.J. Hawk MLB - Danny Lansanah OLB - Brady Poppinga OLB Defensive Back - Will Blackmon CB - Jarrett Bush CB - Nick Collins FS - Al Harris CB - Charlie Peprah SS - Joe Porter CB - Aaron Rouse SS - Tramon Williams CB - Charles Woodson CB Special Team - Mason Crosby K - Brett Goode LS - Jeremy Kapinos P Lista delle riserve - Nick Barnett MLB (IR) - Atari Bigby SS (IR) - Shaun Bodiford WR (IR) - J.J. Jansen LS (IR) - Cullen Jenkins DE (IR) - Pat Lee CB (IR) - Kregg Lumpkin RB (IR) - Evan Moore TE (IR) - Kenny Pettway DE (IR) - Mark Tauscher OT (IR) Squadra di allenamento - Joshua Abrams CB - Jake Allen WR - Fred Bledsoe DT - Durant Brooks P - Brennen Carvalho C - Lorne Sam WR - Brett Swain WR - Russ Weil FB |
| Legenda - I rookie sono in corsivo. - Il primo ruolo è il principale mentre gli eventuali successivi indicano i ruoli secondari. - (IR) sta per Injured Reserve ed indica la lista ristretta per un solo giocatore infortunato che può tornare ad allenarsi dopo la settimana 6 e a rientrare in prima squadra dopo che questa ha giocato 8 partite. - (NF-Inj.) / (NF-Ill.) stanno rispettivamente per Non-Football Injured e Non-Football Illness ed indicano le liste dove viene inserito un giocatore che ha un infortunio o una malattia non dipendente dal football americano. - (PUP) sta per Physically Unable to Perform ed indica la lista dove viene inserito un giocatore mentre è in attesa di recuperare la condizione fisica. Nella stagione regolare dopo la sesta partita giocata dalla propria squadra, il giocatore ha tempo tre settimane per riprendere ad allenarsi, più tre settimane aggiuntive dal suo rientro agli allenamenti per rientrare in prima squadra. |

## Calendario
| Stagione regolare |                    |                         |                    |                    |                                |                    |                    |                    |
| Turno             | Data               | Avversario              | Risultato          | Record             | Stadio                         | Sintesi            |                    |                    |
| 1                 | 8 settembre        | Minnesota Vikings       | V 24–19            | 1–0                | Lambeau Field                  | Recap              |                    |                    |
| 2                 | 14 settembre       | at Detroit Lions        | V 48–25            | 2–0                | Ford Field                     | Recap              |                    |                    |
| 3                 | 21 settembre       | Dallas Cowboys          | S 16–27            | 2–1                | Lambeau Field                  | Recap              |                    |                    |
| 4                 | 28 settembre       | at Tampa Bay Buccaneers | S 21–30            | 2–2                | Raymond James Stadium          | Recap              |                    |                    |
| 5                 | 5 ottobre          | Atlanta Falcons         | S 24–27            | 2–3                | Lambeau Field                  | Recap              |                    |                    |
| 6                 | 12 ottobre         | at Seattle Seahawks     | V 27–17            | 3–3                | Qwest Field                    | Recap              |                    |                    |
| 7                 | 19 ottobre         | Indianapolis Colts      | V 34–14            | 4–3                | Lambeau Field                  | Recap              |                    |                    |
| 8                 | Settimana di pausa | Settimana di pausa      | Settimana di pausa | Settimana di pausa | Settimana di pausa             | Settimana di pausa | Settimana di pausa | Settimana di pausa |
| 9                 | 2 novembre         | at Tennessee Titans     | S 16–19 (dts)      | 4–4                | LP Field                       | Recap              |                    |                    |
| 10                | 9 novembre         | at Minnesota Vikings    | S 27–28            | 4–5                | Hubert H. Humphrey Metrodome   | Recap              |                    |                    |
| 11                | 16 novembre        | Chicago Bears           | V 37–3             | 5–5                | Lambeau Field                  | Recap              |                    |                    |
| 12                | 24 novembre        | at New Orleans Saints   | S 29–51            | 5–6                | Louisiana Superdome            | Recap              |                    |                    |
| 13                | 30 novembre        | Carolina Panthers       | S 31–35            | 5–7                | Lambeau Field                  | Recap              |                    |                    |
| 14                | 7 dicembre         | Houston Texans          | S 21–24            | 5–8                | Lambeau Field                  | Recap              |                    |                    |
| 15                | 14 dicembre        | at Jacksonville Jaguars | S 16–20            | 5–9                | Jacksonville Municipal Stadium | Recap              |                    |                    |
| 16                | 22 dicembre        | at Chicago Bears        | S 17–20 (dts)      | 5–10               | Soldier Field                  | Recap              |                    |                    |
| 17                | 28 dicembre        | Detroit Lions           | V 31–21            | 6–10               | Lambeau Field                  | Recap              |                    |                    |

Note: gli avversari della propria division sono in grassetto.

## Classifiche
| NFC North             |    |    |   |      |     |      |     |     |     |
|                       | V  | S  | P | %    | DIV | CONF | PF  | PS  | STR |
| (3) Minnesota Vikings | 10 | 6  | 0 | .625 | 4–2 | 8–4  | 379 | 333 | V1  |
| Chicago Bears         | 9  | 7  | 0 | .563 | 4–2 | 7–5  | 375 | 350 | S1  |
| Green Bay Packers     | 6  | 10 | 0 | .375 | 4–2 | 5–7  | 419 | 380 | V1  |
| Detroit Lions         | 0  | 16 | 0 | .000 | 0–6 | 0–12 | 268 | 517 | S16 |